# 田令孜
田令孜（9世纪？—893年），唐末宦官，蜀人。本名陳仲則，因拜田姓為父，故改稱田令孜，史家或稱陳令孜。兄陈敬瑄、兄弟陈敬珣。

## 生平
唐懿宗時，隨田姓義父入內侍省，歷任小馬坊使，僖宗當普王時，奉侍甚勤，並得寵，共同起臥。唐僖宗即位，擢令孜為左神策軍中尉。令孜識字、能書法，能處理政事。僖宗稱他“阿父”，僖宗愛鬥鵝，常到兄弟們的王府中戲耍，政務都交給令孜。令孜賣官鬻爵，徑直矯旨。
廣明元年（880年）黃巢之亂，變軍入長安，令孜挾持僖宗奔四川。中和元年（881年），僖宗至成都（今屬四川），令孜既有保駕之功，為左金吾衛上將軍，又封晉國公。光啟元年（885年），僖宗回長安，以令孜為左右神策十軍使，更加專恣自肆。當時國庫空虛，軍費不足，令孜奏請收安邑、解縣兩鹽池之利全歸神策軍。田令孜派義子田匡祐到河中（今山西永濟西），引起河中軍士不滿，河中節度使王重榮拒不奉詔，上表陳訴令孜十罪。令孜率禁軍討重榮，重榮引河東（今山西太原西南）節度使李克用沙陀部軍為援，大敗与田令孜结盟的静难节度使朱玫和凤翔节度使李昌符。令孜乃縱火焚燒坊市和宮室，挾僖宗逃往鳳翔（今陝西鳳翔）、興元（今陝西漢中），僖宗不願再走，田令孜派兵挾持。朱玫立嗣襄王李煴為皇帝，尊僖宗為上皇。諸節度使擊殺朱玫，僖宗又回到長安。僖宗在鳳翔行在時，諸鎮節度使上表請殺田令孜，宰相蕭遘率群臣上言“令孜顓國煽禍，惑小人計，交亂群帥”，亦請求誅殺田令孜。
令孜為眾所不容，光启二年（886年）乃自署為西川監軍使，帶領拱宸奉鑾軍奔成都，依附其兄西川節度使陳敬瑄，在四川建立勢力範圍。僖宗下诏削田令孜官爵，流放端州，但因田令孜在陈敬瑄庇护下，诏书无用。大順二年（891年），令孜義子壁州刺史王建攻入成都，陳敬瑄與田令孜開門出降，被囚於雅州，二年後王建以田令孜图谋作乱为名将其絞死。临刑时，对行刑者说：“我曾经官至左右神策十軍兼十二衛觀軍容使，要殺我，也不得無禮！”于是教行刑者缢人之法。至死神色不变。陈敬瑄亦被處決。
乾宁年间，有诏追复官爵。

## 延伸阅读
[在维基数据编辑]
 《舊唐書·卷184》，出自刘昫《舊唐書》
 《新唐書/卷208》，出自《新唐書》